# П'єр де Деккер
П'єр (Пітер) Жак Франсуа де Деккер (25 січня 1812 , Зеле, Східна Фландрія  — 4 січня 1891 , Брюссельський столичний регіон і Схарбек ) — бельгійський католицький політичний та державний діяч, письменник.
Навчався в єзуїтській школі, вивчав право у Парижі, після чого став кореспондентом Revue de Bruxelles. 1839 року його було обрано до Бельгійської адвокатської палати, де він заробив гарну репутацію завдяки своїм видатним ораторським здібностям. Був членом парламенту з 1839 до 1866 року.
1855 року де Деккер став міністром внутрішніх справ і прем'єр-міністром Бельгії. Став першим фламандцем на посаді голови уряду з часів набуття незалежності Бельгією.
1866 року він залишив політику та зайнявся бізнесом, де зазнав краху. Він почав брати участь у фінансових спекуляціях, що зіпсувало його бездоганну репутацію, а також призвело до втрати більшої частини статку. Тому, коли 1871 року його було призначено губернатором провінції Лімбург, обурення виборців було настільки сильним, що він був змушений піти у відставку. Помер П'єр де Деккер 1891 року.

## Літературний доробок
Де Деккер, який був членом Королівської Академії наук та мистецтв Бельгії, є автором кількох історичних та інших праць, з яких найвідомішими є:
- Etudes historiques et critiques sur les monts-de-piété en Belgique (Брюссель, 1844)
- De l'influence du libre arbitre de l'homme sur les fails sociaux (1848)
- L'esprit de parti et l'esprit national (1852)
- Etude politique sur le vicomte Ch. Vilain Xliii (1879)
- Episodes de l'histoire de l'art en Belgique (1883)
- Biographie de H. Conscience (1885)